# John Denver
John Denver   (Roswell, 31 de desembre de 1943 - Monterey, 12 d'octubre de 1997), pseudònim de Henry John Deutschendorf, Jr., fou un cantant, compositor, músic i actor estatunidenc. Denver va morir amb 53 anys a la costa de Monterey, Califòrnia quan pilotava un Rutan Long-EZ, un avió experimental de fibra de vidre.

## Primers anys
John Denver va néixer a Roswell a l'estat de Nou Mèxic. El seu pare, Henry Deutschendorf, era oficial de les forces aèries i instructor de vol. Denver va néixer quan el seu pare s'estava al Roswell Army Air Field. Va créixer en nombroses bases del sud-oest americà. Denver va anar a l'institut de Fort Worth a l'estat de Texas i més tard a la universitat de Texas Tech on fou membre de la fraternitat Delta Tau Delta.
Va començar a fer música quan tenia dotze anys perquè la seva àvia li va regalar una guitarra acústica 1910 Gibson. Va començar a tocar en clubs locals quan encara estudiava a la universitat. El 1964 la va abandonar i va anar a viure a Los Angeles, Califòrnia on va ingressar al Chad Mitchell Trio, un grup de folk. Va deixar el grup, que ja es deia Denver, Boise i Johnson el 1969 per començar una carrera en solitari.
En aquest any va llançar el primer àlbum Rhymes and reasons. Durant els quatre anys següents va treure els àlbums: Whose Garden Was This?, Take Me to Tomorrow i Poems, Prayers and Promises que el van convertir en una estrella de la cançó americana popular.

## Carrera
Denver va tenir una carrera d'èxit com a cantant i compositor, també una carrera menor d'actor, en la qual va protagonitzar Oh, God! el 1977. El 1994 va escriure una autobiografia amb el títol Take me home. Va anar a viure a Aspen a l'estat de Colorado. Hi va produir l'àlbum reeixit Leaving on a Jet Plane.
Denver no només és conegut com a cantant, també ho és per la tasca humanitària: va treballar en projectes de conservació i va ajudar a crear l'Artic National Wildlife Refuge a Alaska. També va fundar el grup ecologista anomenat Windstar Foundation. Denver era molt interessat per les causes i solucions de la fam. Va visitar Àfrica durant els anys 1980 per ser testimoni de primera mà del patiment causat per la fam. Hi va treballar amb els líders africans per cercar solucions. Juntament amb Frank Zappa i Dee SniderDenver va donar fe de l'assumpte de la censura en una audiència del Parents Music Resource Center (PMCR) el 1985.
Després d'una agradable experiència al The Muppet Show, va enregistrar dos especials amb ninots: John Denver and the Muppets: A Christmas Together de 1979 i John Denver and the Muppets: Rocky Mountain Holiday de 1982.
Va desafiar totes les etiquetes convencionals i va ocupar un lloc singular en la música americana: un compositor popular que habitava en el món natural. Cançons com «Take Me Home», «Country Roads», «Leaving on a Jet Plane» o «Rocky Mountain High» són conegudes arreu al món. Les cançons es caracteritzen per: una melodia dolça, uns acompanyaments elegants i una veritable convicció de les lletres. Fou un dels pocs cantants occidentals coneguts més enllà d'Amèrica i Europa, ja que ho era a Àfrica, Índia i el sud-est asiàtic.
En els mesos immediatament anterior a la seva mort en un accident d'avió el 1997 a l'edat de 53 anys, preparava un episodi de Nature Series, centrat en les meravelles naturals, la inspiració de les seves cançons predilectes. El resultat és una pel·lícula que commou i melòdica que registra els viatges que va fer en l'erm i que conté la seva darrera cançó: «Yellowstone, Coming Home», composta mentre navegava pel riu Colorado amb el seu fill i la seva filla petita.

## Mort

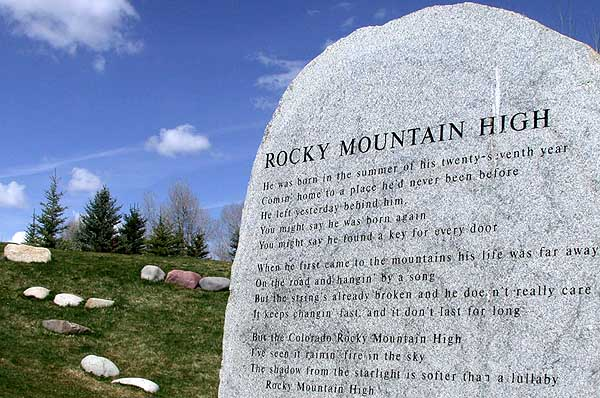
Memorial en honor de John Denver amb la lletra de la seva cançó «Rocky Mountain High».

Denver tenia dues passions: la música i el vol. Com a pilot experimentat, Denver tenia el seu propi Lear Jet planejador i va volar en avions acrobàtics i fins i tot en F-15. Aquesta passió per l'aire li va costar la vida quan va caure al mar en un Rutan Long-EZ que acabava de comprar el 12 d'octubre de 1997.
Els mitjans de comunicació van publicar versions contradictòries de les causes de l'accident, tot i que van ser diverses les causes que van provocar-lo i en última instància fou un error del pilot per no preparar de manera adequada el vol en un avió que no tenia per la mà.

## Artistes relacionats
Denver va començar a tocar al Chad Mitchell Trio on va interpretar cançons com «Violets of Dawn». En aquest grup va enregistrar tres discs i va substituir Chad Mitchell com a líder que es va anomenar Denver, Boise and Johnson, que només va treure un disc abans de començar la carrera en solitari.
Bill Danoff i Taffy Nivert apareixen com a cantants i compositors de molts àlbums de Denver abans que formessin la Starland Vocal Band el 1976. Els àlbums del grup foren publicats pel segell Windstar, propietat de Denver. El primer èxit en solitari de Denver fou Leaving on a Jet Plane que fou enregistrat per primer cop pel trio Peter Paul and Mary. Fou l'èxit més important del grup. Llavors Denver se la va fer seva. També va col·laborar amb Tom Paxton, Eric Andersen, David Mallet i molts altres artistes del panorama folk i també amb el tenor Plácido Domingo.

## Discografia
En ordre cronològic 1969-1991 (publicats als Estats Units)

### RCA Records
- Rhymes and reasons - 1969 †
- Take Me to Tomorrow - 1970
- Whose Garden Was This? - 1970
- Poems, Prayers and Promises - 1971 †
- Aerie - 1972
- Rocky Mountain High - 1972 †
- Farewell - 1973
- Greatest Hits - 1973 ††
- Back Home Again - 1974 †
- An Evening with John Denver (live) - 1975
- Windsong - 1975 †
- Rocky Mountain Christmas - 1975 †
- Spirit - 1976
- Greatest Hits Vol. 2 - 1977
- I Want To Live - 1977
- John Denver (JD) - 1978
- A Christmas Together (with The Muppets) - 1979
- Autograph - 1980
- Some Days Are Diamonds - 1981
- Seasons of the Heart - 1982
- It's About Time - 1983
- Rocky Mountain Holiday (with The Muppets) - 1983
- Greatest Hits Vol. 3 - 1984
- Dreamland Express - 1985
- One World - 1986

### Windstar Records
- Higher Ground - 1989
- Earth Songs - 1990
- The Flower That Shattered the Stone - 1990
- Christmas, Like a Lullaby - 1990
- Different Directions - 1991

A més té un volum en la col·lecció The Essential.
† Àlbums més importants
†† El primer Greatest Hits fou important perquè tenia nous enregistraments de diversos dels seus temes més exitosos.

## Cançons importants
- «Leaving on a Jet Plane» (1969) que fou composta per al trio Peter, Paul and Mary.
- «Take Me Home, Country Roads» (1971) – escrita per Denver amb Bill i Taffy Nivert. Es va convertir en l'himne oficiós de Virgínia Occidental.
- «Sunshine On My Shoulders» (1971) escrita per Denver amb Dick Kniss i Mike Taylor.
- «Rocky Mountain High» (1972) escrita per Denver amb Mike Taylor. Es va convertir en l'himne oficiós de Colorado.
- «Annie's Song», escrita el 1974, per a la seva esposa Annie. És molt popular entre els seguidors del Sheffield United, que la van convertir en el seu himne no oficial.
- «For Baby (For Bobby)«
- «Thank God I'm a Country Boy» (1974) escrita per John Sommers – va guanyar popularitat entre els fans de Baltimore Orioles.
- «Matthew»
- «Calypso» (1975) – tribut musical a Jacques-Yves Cousteau i la seva tripulació. Els diners que va guanyar amb aquest tema foren donats a la Cousteau Society.
- «Perhaps Love» (1981) – duet enregistrat amb Plácido Domingo.
- «Starwood in Aspen»
- «Aspenglow»
- «Rhymes and Reasons»